# Матросово (станция)
Матросово — железнодорожная станция Сахалинского региона Дальневосточной железной дороги. Названа по одноимённому селу, в котором расположена.

## История
Станция открыта в 1943 году в составе пускового участка Поронайск — Смирных.
20 августа 1945 года станция освобождена советскими войсками.

## Деятельность
На станции останавливаются пассажирские поезда (кроме скорого поезда № 001/002 сообщением Южно-Сахалинск — Ноглики), курсирующие между Южно-Сахалинском, Тымовском и Ногликами. В летний период назначается пригородный поезд Поронайск — Победино, имеющий остановку на станции.
Грузовые операции по станции не предусмотрены.

## Изображения

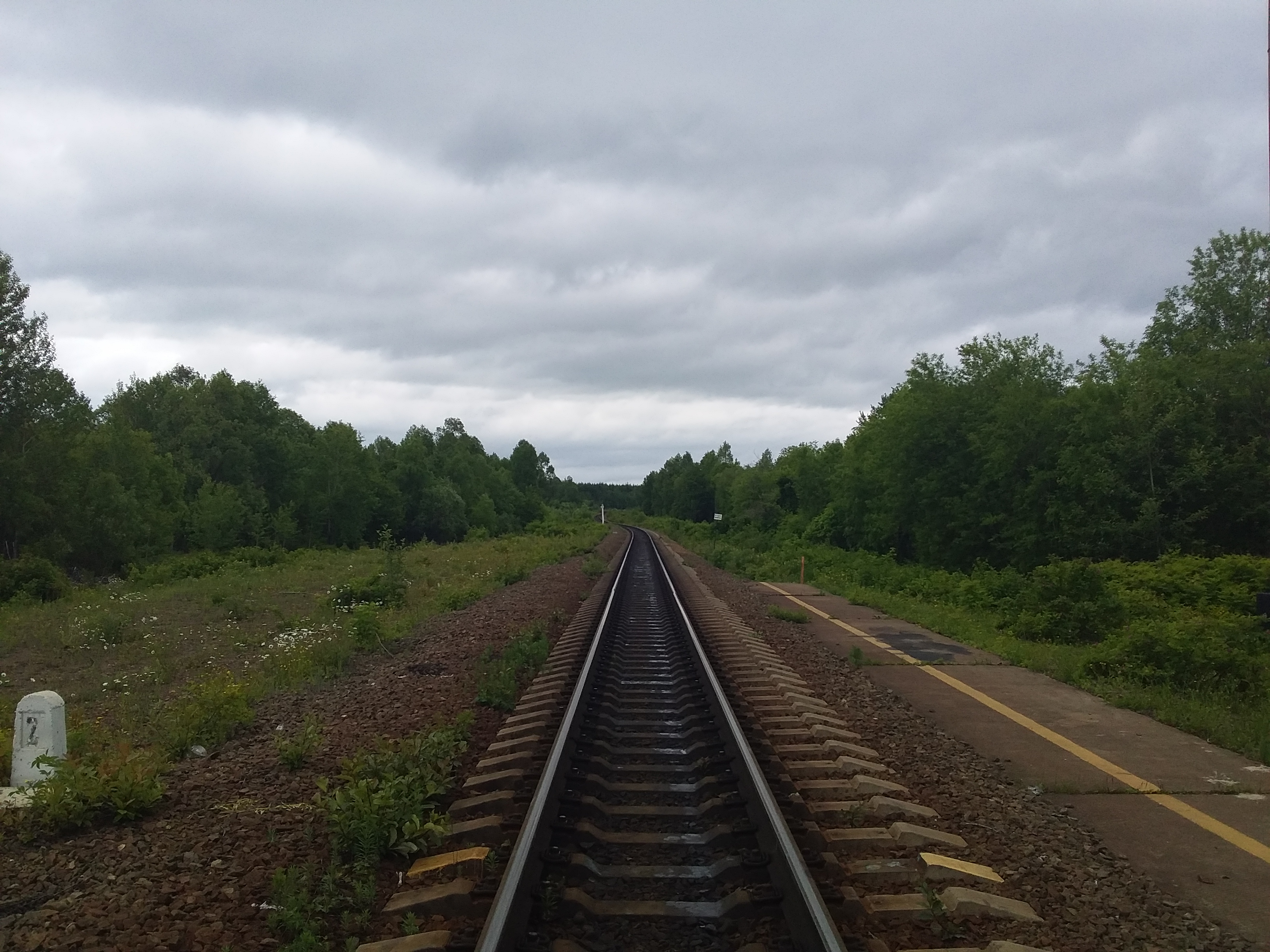
В сторону Южно-Сахалинска
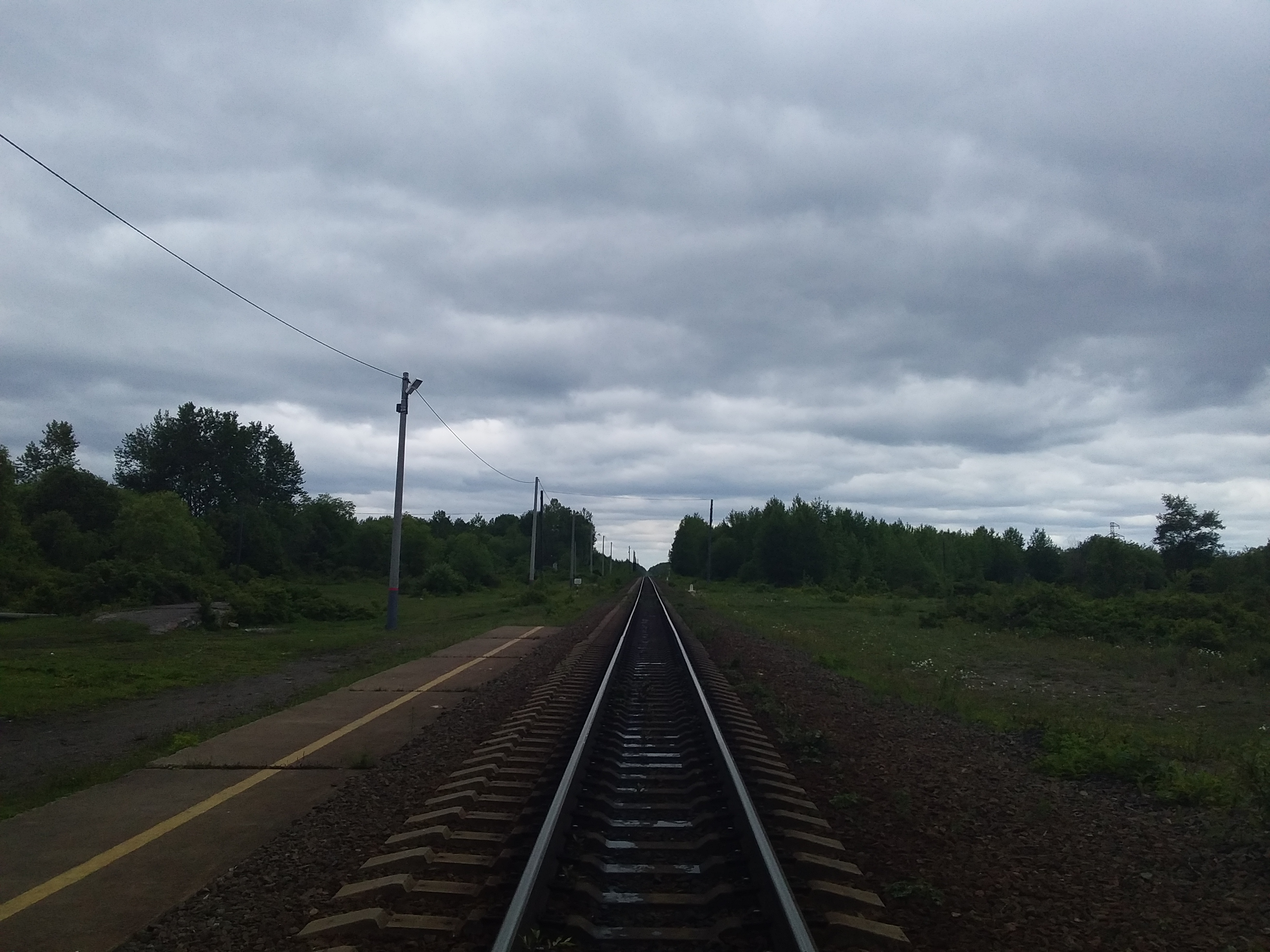
В сторону Ногликов